# Истина (католически вестник)
Вижте пояснителната страница за други значения на Истина.
„Истина“ е български вестник, седмично издание на Католическата църква в България, излизало през периода 1924 – 1949 г. Има значима роля на обединяването на католиците в България през XX век.

## История
За разпространението на своите идеи католиците в България в края на XIX и началото на XX век създават няколко периодични издания и годишни календари. Повечето от тези издания целят да информират местните енории. През август 1921 г. се състои учредителният конгрес на Комитета „Добър печат“ към Католическата църква в България. На този конгрес е взето решение да се създаде книжовност, която да противопостави християнските идеи на нахлуващите и установяващите се в сферата на културата и политиката идеи на комунизма, фашизма и атеизма. Сред основните разисквани въпроси на конгреса е този за създаването на католически вестник.
Първият брой на вестник „Истина“ излиза на 8 май 1924 г. Отец д-р Дамян Гюлов е сред основателите и редакторите на вестника. Гюлов полага големи усилия и минава през много препятствия, за да осигури абонати от цялата страна в размирното време след Деветоюнския преврат и последвалите го Юнско и Септемврийско въстание. Неговата обиколка по енориите в страната, свързана с популяризиране на вестника, е тълкувана като политическа акция.
Вестник „Истина“ не се продава по будките за вестници, а се разпространява само чрез абонамент. Излиза дълги години в тираж между 5 и 7 хиляди броя. Той е първата възможност сред българските католици за публична комуникация в национален мащаб.
По време Втората световна война редакционният екип на „Истина“ e евакуиран в Житница и Калояново заради бомбардировките на София. Политическият трус, последвал след завземантое на властта от Отечествения фронт през септември 1944 г., внася неяснота в бъдещето на католическата църква. В стремежа си да се адаптира към новата реалност редакцията на вестника е преместена в Пловдив. През октомври 1944 г. е отбелязан юбилей – хилядният брой на вестника. След кратко залитане в подкрепа на новата власт, вестник „Истина“ се опитва да следва линия на аполитичност, но никога не остава безучастен в случаите, когато се засягат правата и интересите на Католическата църква.
Освен отец д-р Дамян Гюлов, главни редактори са били също отец Камен Вичев и отец Петър Сарийски. В редакционата колегия са участвали отец Петър Аров, отец Асен Чонков и др.
На 15 юли 1949 г. вестник „Истина“ престава да излиза. Фортунат Бакалски e последният му редактор.
През 1991 г. започва да излиза вестник „Истина - Veritas“, официален орган на Епископската конференция на Католическата църква в България, който е един от продължителите на идеите на вестник „Истина“.